# آيت الطالبة (أفرا)
آيت الطالبة هو دُوَّار يقع بجماعة هلالة، إقليم شتوكة آيت باها، جهة سوس ماسة في المملكة المغربية. ينتمي الدوّار لمشيخة أفرا التي تضم 19 دوار. يقدر عدد سكانه بـ 37 نسمة حسب الإحصاء الرسمي للسكان والسكنى لسنة 2004.

## وصلات خارجية
- البوابة الوطنية للجماعات الترابية
- المندوبية السامية للتخطيط